# Ichneumon vandenbrandeae
Ichneumon vandenbrandeae is een vliesvleugelig insect (orde Hymenoptera) uit de familie van de gewone sluipwespen (Ichneumonidae). De wetenschappelijke naam van de soort werd in 2016 door Rebecca Kittel gepubliceerd als nomen novum voor Ichneumon lateralis Kriechbaumer, 1887. Die naam was in 1833 door Georges Cuvier al vergeven aan een andere sluipwesp.
De naam gedenkt Jacoba van den Brande (1735–1794), Nederlands stichtster van de eerste wetenschapsacademie voor uitsluitend vrouwen (het Natuurkundig Genootschap der Dames in Middelburg). 